# Stefanie Ritz-Timme
Stefanie Ritz-Timme (* 16. Juni 1962 in Wolfhagen) ist eine deutsche Rechtsmedizinerin.

## Werdegang
Nach dem Abitur studierte Ritz-Timme ab 1982 an der Universität Gießen Medizin. Nach ihrem Studienabschluss 1988 wechselte sie an die Universität Kiel, wo sie bis 2000 am Institut für Rechtsmedizin arbeitete, unterbrochen durch zwei Jahre am Institut für Allgemeine Pathologie und Pathologische Anatomie und eine kurze Zeit an der forensisch-psychiatrischen Abteilung der Fachklinik Neustadt. Ihre Promotion erlangte Ritz-Timme 1990 mit einer Arbeit zur postmortalen Diagnostik von Digoxin-Intoxikationen, die Anerkennung als Ärztin für Rechtsmedizin 1996 und ihre Habilitation 1998.
2004 erhielt Ritz-Timme den Lehrstuhl für Rechtsmedizin der Universität Düsseldorf in Nachfolge von Wolfgang Bonte und leitet seither das Institut für Rechtsmedizin im Universitätsklinikum Düsseldorf. 2014 wurde sie zur Vizepräsidentin der Deutschen Gesellschaft für Rechtsmedizin gewählt. 2019 wurde Ritz-Timme zur Präsidentin der Deutschen Gesellschaft für Rechtsmedizin gewählt. Dieses Amt trat sie turnusgemäß zum 1. Januar 2020 an.

## Forschungsinteressen
Der Schwerpunkt von Ritz-Timmes Forschungsinteressen liegt auf Methoden der rechtsmedizinischen Altersbestimmung zur Anwendung bei Verstorbenen – etwa als Hinweis zu ihrer Identifizierung – und bei Lebenden ohne gültige Dokumente – etwa zur Feststellung der Strafmündigkeit.
Ritz-Timme konzentriert sich dabei auf molekulare Veränderungen im Körper, molekulare Uhren. Beispiele von ihr untersuchter Altersmarker sind das Verhältnis von L-Asparaginsäure zu D-Asparaginsäure und epigenetische Veränderungen an der DNS.

## Ehrungen und Mitgliedschaften
- Konrad-Händel-Preis, 2001
- Lehrpreis der Universität Düsseldorf, 2009
- Universitätsmedaille der Universität Düsseldorf
- Mitglied der Nationalen Akademie der Wissenschaften Leopoldina, 2017